# The Explosion
The Explosion war eine US-amerikanische Punkband aus Boston, die im Jahr 1998 gegründet wurde und sich 2007 auflöste.

## Geschichte
Die Band wurde im Herbst 1998 von dem Sänger „Million Dollar“ Matt Hock, dem Gitarristen David Walsh, dem Bassisten Damian Genuardi und dem Schlagzeuger Dan Colby gegründet. Als zweiter Gitarrist kam Sam Cave (ex-Trouble) ein Jahr später hinzu. Es folgte eine selbstbetitelte EP im Jahr 2000 bei Jade Tree Records sowie Auftritte zusammen mit The Promise Ring und Turning Machine, sowie im selben Jahr das Debütalbum Flash Flash Flash. Das Lied Here I Am hiervon war in dem Computerspiel Tony Hawk’s Underground zu hören. Danach folgten Konzerte in den USA zusammen mit AFI und Sick of It All. Währenddessen verließ Colby die Band und wurde durch Andrew Black ersetzt. Im Jahr 2001 spielte die Band außerdem zusammen mit Sick of It All in München. Im Herbst 2002 erreichte die Gruppen einen Vertrag bei Virgin Records. Zur selben Zeit spielte die Band zudem Auftritte zusammen mit The (International) Noise Conspiracy, Rocket from the Crypt und Cave In. Des Weiteren gründete die Band ihr eigenes Label names Tarantulas Records, um befreundeten Bands eine Möglichkeit zu geben, Platten zu veröffentlichen. Zudem veröffentlichten The Explosion bei ihrem Label die beiden EPs Sick of Modern Art (2003) und Red Tape (2004), ehe über Virgin Records im März 2005 das Album Black Tape in Europa erschien. In den USA wurde das Album bereits im Herbst des Vorjahres veröffentlicht. Die Aufnahmen hierfür dauerten etwa zweieinhalb Monate und fanden in Idaho statt. Der Albumveröffentlichung folgte ein Live-Album namens Live in Boston, das im Dezember 2004 aufgenommen worden war. Im Jahr 2004 verließ zudem der Gitarrist Cave die Band und wurde durch Chris Gonzales ersetzt. Es folgten mit Here I Am und das neu aufgenommene No Revolution, das erstmals auf Flash Flash Flash zu hören war, zwei Singles. Here I Am wurde im Computerspiel Tony Hawk’s Underground 2 und Burnout 3: Takedown verwendet und erreichte Platz 75 der britischen Singlecharts. No Revolution war im Spiel Midnight Club 3: DUB Edition zu hören. Im Februar 2007 verlor die Band ihren Vertrag bei Virgin Records wieder, sodass die Gruppe ihr fertiges Album Bury Me Standing nicht veröffentlichen konnte. Die Gruppe löste sich daraufhin Ende April auf. Bury Me Standing wurde schließlich im Jahr 2012 bei Chunksaah Records veröffentlicht. Für einen einmaligen Auftritt am 28. Dezember 2011 in Asbury Park, New Jersey, fand sich die Band wieder zusammen. Für Juli 2014 ist ein weiterer Auftritt auf dem This Is Hardcore Fest in Philadelphia geplant.

## Stil
Laut David Häussinger von dem Ox-Fanzine spiele die Band auf ihrer selbstbetitelten EP eine Mischung aus britischem Punk der 1977er-Jare und altem US-amerikanischem Hardcore Punk, was Erinnerungen an CIV wachrufe. Die Musik lasse sich zudem als eine Mischung aus Gorilla Biscuits, von denen The Explosion die Geschwindigkeit habe, und Stiff Little Fingers, wovon die Band das Hymnische habe, beschreiben. Laut Peter von punknews.org spiele die Band auf Flash Flash Flash klassischen Punkrock. Laut boxcar001101 von punknews.org seien auf Black Tape Einflüsse von Bands wie The Buzzcocks und Cheap Trick hörbar. Die Gruppe habe zudem auch erstmals Rockmusik der 1960er- und 1970er-Jahre in ihren Liedern verarbeitet. Laut Chris Parker von altpress.com habe sich die Band auf Bury Me Standing von ihren Hardcore-Punk- und Thrash-Metal-Wurzeln entfernt und spiele „Power-Pop/Punk“ vergleichbar mit der Musik von The Saints, UK Subs und The Damned.
Laut Henning Richter vom Metal Hammer spiele die Band auf Steal This Punkrock, wobei sich jedes Lied deutlich von den anderen unterscheide: „'Dotted Lines' ist purer Westcoast -Melodicore; 'Blue' hat einen guten Schuss Rock'n'Roll im Punk sowie ein Gitarrensolo; 'Safety Belt' zeigt, dass man auch mit simplen Mitteln einen eingängigen Song machen kann; 'E.X.P.LO.S.I.O.N' ist hundert Prozent Ramones-durchtränkt: 'Turnaround' schließlich hat eine clevere Sologitarre und eine gute Portion jugendlicher Wut im Bauch.“ Laut Elmar Salmutter vom Metal Hammer spiele die Band auf Flash Flash Flash dynamischen Punkrock, wobei sich die Gruppe an verschiedenen Subgenres wie Streetpunk und Hardcore Punk bediene. Er empfahl das Album Fans von Misfits, Sex Pistols, Stiff Little Fingers und Rancid. Salmutter empfand zudem, dass Black Tape so klinge, als sei es durch Bands wie The Clash und ALL beeinflusst worden.

## Diskografie

### Alben
- 2000: Flash Flash Flash (Jade Tree Records)
- 2004: Black Tape (Virgin Records)
- 2012: Bury Me Standing (Chunksaah Records)

### EPs
- 2000: The Explosion (Jade Tree Records)
- 2000: Steal This (Revolution Records)
- 2003: Sick of Modern Art (Tarantulas Records)
- 2004: Red Tape (Tarantulas Records)

### Live-Alben
- 2005: Live in Boston (Virgin Records)
- 2005: Live from the Troubadour (Tarantulas Records)

### Singles
- 2004: Here I Am (Virgin Records)
- 2005: No Revolution (Virgin Records)